# Ophiogomphus anomalus
Ophiogomphus anomalus – gatunek ważki z rodziny gadziogłówkowatych (Gomphidae). Występuje na terenie Ameryki Północnej.